# Yugoimport SDPR
Yugoimport SDPR je srpska tvrtka koja se bavi vojnom proizvodnjom, transferom tehnologija i uvozom-izvozom oružja i opreme.

## Povijest
Tvrtka je osnovana 18. lipnja 1949. po odluci Josipa Broza Tita s primarnim ciljem uvoza dijelova i sirovina za potrebe domaće vojne industrije. Tijekom vremena Yugoimport je prerastao potrebe domaćeg tržišta tako da je tvrtka 1953. počela izvoziti svoje proizvode.
Jugoslavija je 1974. godine donijela rezoluciju kojom su poslovi uvoza i izvoza naoružanja povezani uz novoosnovani Savezni direktorat za nabavu. Raspadom Jugoslavije i kasnijim osamostaljenjem Srbije, tvrtka je reorganizirana 8. lipnja 2006. čime je Yugoimport postao poduzeće u potpunom državnom vlasništvu.
Tijekom duge povijesti poslovanja Yugoimport je ostvario poslovnu dobit od oko 22 milijarde USD kroz trgovinu naoružanjem, opremom i tehnologijom.

## Proizvodi
- M-84AS
- Nora B-52
- Lazar BVT
- BOV M10
- BOV M11
- ALAS